# Ágios Kónstantínos (Réthymnon)
Pour les articles homonymes, voir Ágios Konstantínos.
Ágios Kónstantínos, en grec moderne : Άγιος Κωνσταντίνος, est un village du dème de Réthymnon, en Crète, en Grèce. Selon le recensement de 2011, la population d'Ágios Kónstantínos compte 152 habitants. Le village est situé à une altitude de 250 m et à 16 km de Réthymnon.